# Bezirk Schöneberg
Der Bezirk Schöneberg war von 1920 bis 2000 ein Verwaltungsbezirk von Berlin. Er umfasste die Ortsteile Schöneberg und Friedenau im heutigen Bezirk Tempelhof-Schöneberg.

## Lage
Der Bezirk Schöneberg grenzte im Norden an den Bezirk Tiergarten, im Osten an die Bezirke Kreuzberg und Tempelhof, im Süden an den Bezirk Steglitz, im Westen an den Bezirk Wilmersdorf und im Nordwesten an den Bezirk Charlottenburg. Heute liegt das Gebiet des ehemaligen Bezirks im Nordwesten des Bezirks Tempelhof-Schöneberg.

## Geschichte

### 1920–1933
Nach der Reichsgründung im Jahr 1871 hatte sich das Dorf Schöneberg zu einer dicht bebauten Großstadt entwickelt, die baulich eng mit Berlin verwachsen war. 1899 schied die Stadt aus dem Landkreis Teltow aus und wurde kreisfrei. Südwestlich von Schöneberg war seit den 1860er Jahren die ebenfalls dicht bebaute Gemeinde Friedenau entstanden. Nach der Gründung des Zweckverbandes Groß-Berlin im Jahr 1912 lauteten die amtlichen Namen der beiden Gemeinden Berlin-Schöneberg bzw. Berlin-Friedenau.
Mit der Bildung von Groß-Berlin am 1. Oktober 1920 wurden die Stadt Schöneberg und die Gemeinde Friedenau Teil von Berlin und bildeten den 11. Berliner Verwaltungsbezirk Schöneberg. Schöneberg hatte zu dieser Zeit etwa 175.000 und Friedenau etwa 44.000 Einwohner. Der neue Bezirk umfasste eine Fläche von 10,8 km². Verwaltungssitz wurde das Rathaus Schöneberg, das vor dem Ersten Weltkrieg von der Stadt Schöneberg errichtet worden war.
In den 1920er Jahren wurde durch den Schöneberger Stadtbaurat Martin Wagner der Bau der genossenschaftlichen Siedlung Lindenhof im äußersten Südosten des Bezirks vorangetrieben. Zwischen 1922 und 1926 entstand mit den Ceciliengärten eine weitere Siedlung. Das Schöneberger Südgelände blieb entgegen älteren Planungen weitgehend unbebaut, so dass sich dort ein großes Kleingartengelände entwickeln konnte. An der Winterfeldtstraße wurde 1929 das Fernamt Berlin fertiggestellt und 1930 wurde an der Hauptstraße nach Plänen des Stadtbaurates Heinrich Lassen das Stadtbad Schöneberg errichtet. In dieser Zeit entstand auch in Form eines Stahlbetonskelettbaus das Kathreiner-Haus an der Potsdamer Straße.

### 1933–1945
Bei einer Änderung der Bezirksgrenzen im Jahr 1938 kam das gesamte Gebiet südlich der Kurfürstenstraße vom Bezirk Tiergarten zum Bezirk Schöneberg. Gleichzeitig wurde auch das bis dahin zu Charlottenburg gehörende Gebiet zwischen dem Nollendorfplatz und der Nürnberger Straße in den Bezirk eingegliedert. Zu kleineren Korrekturen kam es an der Bezirksgrenze zu Kreuzberg und Tempelhof. Die Einwohnerzahl des Bezirks stieg durch die Grenzänderungen um mehr als 57.000 und die Fläche des Bezirks wuchs um 126 Hektar. Am westlichen Rand des Südgeländes entstand Ende der 1930er Jahre im Stil der nationalsozialistischen Wohnungsbauarchitektur die Siedlung am Grazer Damm.
Die jüdische Bevölkerung des Bezirks war seit 1933 zunehmender Verfolgung ausgesetzt. An die Entrechtung, Vertreibung, Deportation und Ermordung von Berliner Juden in den Jahren 1933 bis 1945 erinnert seit Anfang der 1990er Jahre im Bayerischen Viertel das Flächendenkmal Orte des Erinnerns. 1943 hielt Joseph Goebbels im Sportpalast an der Potsdamer Straße seine berüchtigte Sportpalastrede und einige der Schauprozesse des Volksgerichtshofs fanden im Gebäude des Kammergerichts am Kleistpark statt.
In den letzten Apriltagen 1945 wurde der Bezirk Schöneberg von sowjetischen Streitkräften von Süden her eingenommen.

### 1945–2000

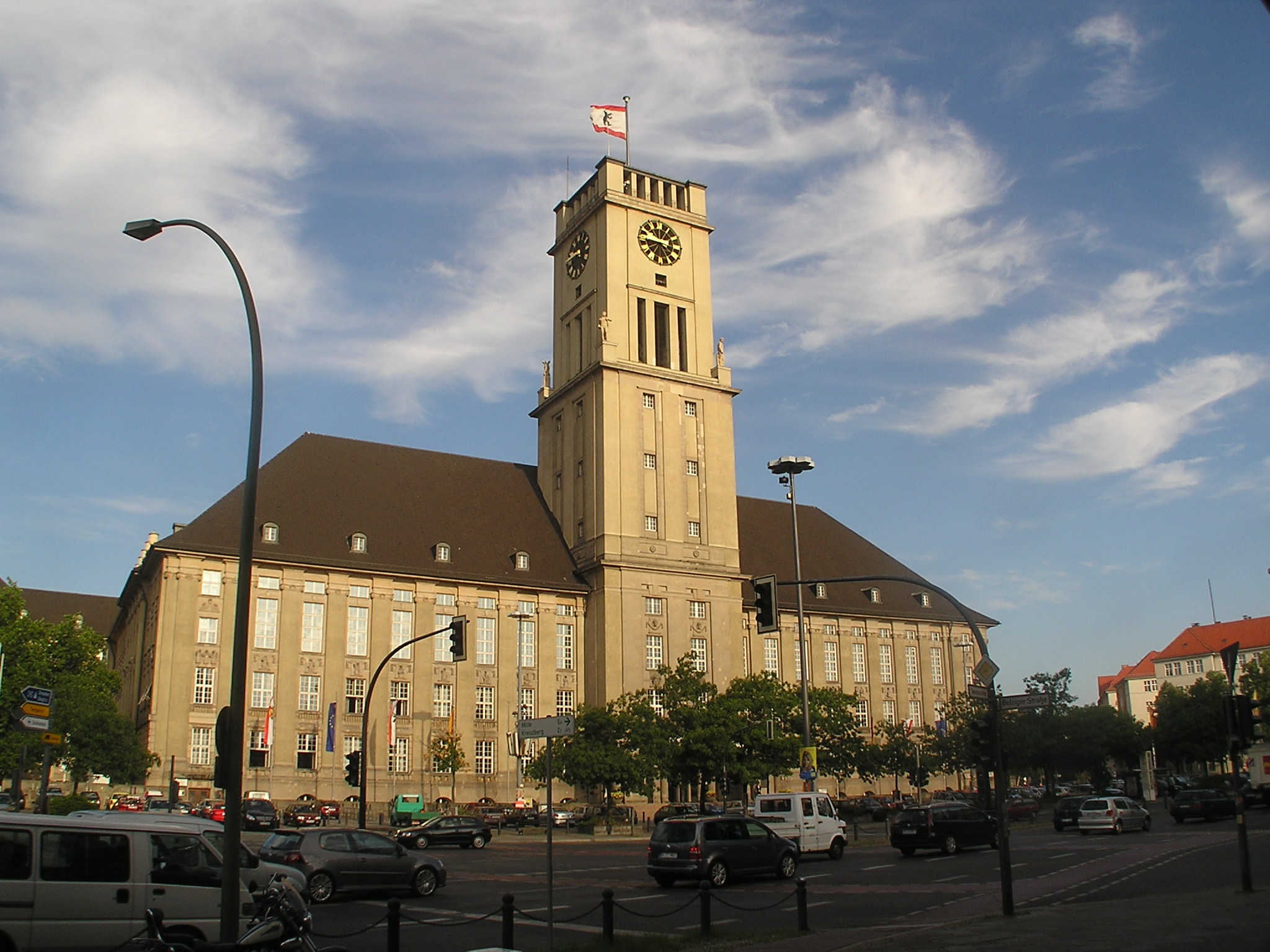
Rathaus Schöneberg

Im Zweiten Weltkrieg wurden insbesondere der Norden und der Westen des Bezirks stark zerstört. Etwa ein Drittel des gesamten Wohnungsbestands ging verloren. Die Trümmermengen – insgesamt etwa sechs Millionen Kubikmeter – wurden am südlichen Rand des Bezirks zu einem Trümmerberg aufgeschüttet, der den Namen Insulaner erhielt. Friedenau bildete vom 5. Mai bis zum 28. Juli 1945 einen eigenständigen Berliner Bezirk mit Willy Pölchen (KPD) als Bezirksbürgermeister. Danach gehörte Friedenau wieder zum Bezirk Schöneberg, der sich bis Ende 1945 noch Schöneberg-Friedenau nannte.
Der Bezirk Schöneberg gehörte seit Juli 1945 zum Amerikanischen Sektor von Berlin. Im Rathaus Schöneberg hatten während der Teilung Berlins das Berliner Abgeordnetenhaus und der Senat von West-Berlin ihren Sitz. Das Rathaus und der Rudolph-Wilde-Platz waren der Ort vieler Kundgebungen und des Staatsbesuches des US-Präsidenten John F. Kennedy, der dort am 26. Juni 1963 seine Rede mit dem berühmten Zitat „Ich bin ein Berliner“ hielt. Zu seinen Ehren wurde der Rudolph-Wilde-Platz nach seiner Ermordung im selben Jahr in John-F.-Kennedy-Platz umbenannt; der Stadtpark erhielt daraufhin den Namen Rudolph-Wilde-Park. Der Alliierte Kontrollrat hatte seinen Sitz im Gebäude des Kammergerichts. Später war dort die „Alliierte Luftsicherheitszentrale“ untergebracht. Seit 1946 wurden aus Schöneberg die Rundfunkprogramme des RIAS gesendet.
In der Nachkriegszeit wurde ein großer Teil der Anlagen des im Südosten des Bezirks liegenden Rangierbahnhofs Tempelhof stillgelegt und allmählich von der Natur zurückerobert. Auf diesen Flächen befindet sich heute der Natur-Park Südgelände. Bis 1966 wurden mehr als 22.000 Wohnungen neu errichtet. Seit den 1970er Jahren wurde der Bezirk von der Berliner Stadtautobahn durchquert, ebenso von der in dieser Zeit fertiggestellten U-Bahn-Linie U7. Eine markante Änderung des Stadtbildes war 1974 der Abriss des Sportpalastes und der anschließende Bau des Pallasseums – im Volksmund „Sozialpalast“ genannt. 1975 wurde mit der Flächensanierung des Altbaugebiets beiderseits der Bülowstraße begonnen, wobei zahlreiche Wohnhäuser abgerissen und durch Neubauten ersetzt wurden.
Anfang der 1980er Jahre war die Gegend im Norden des Bezirks um den Winterfeldtplatz und die Potsdamer Straße einer der Hauptschauplätze der Auseinandersetzungen zwischen Hausbesetzern und der Berliner Polizei. In dieser Zeit entwickelte sich der Bezirk neben dem Nachbarbezirk Kreuzberg zu einer Hochburg der Alternativen Liste, die bereits 1979 erstmals in die Schöneberger Bezirksverordnetenversammlung einziehen konnte.
In Friedenau wurde in der Nacht vom 5. auf den 6. April 1986 ein Bombenanschlag auf die Diskothek La Belle verübt, bei dem drei Personen starben.
Zum 1. Januar 2001 wurde der Bezirk Schöneberg mit dem Bezirk Tempelhof zum neuen Bezirk Tempelhof-Schöneberg zusammengeschlossen.

## Einwohnerentwicklung

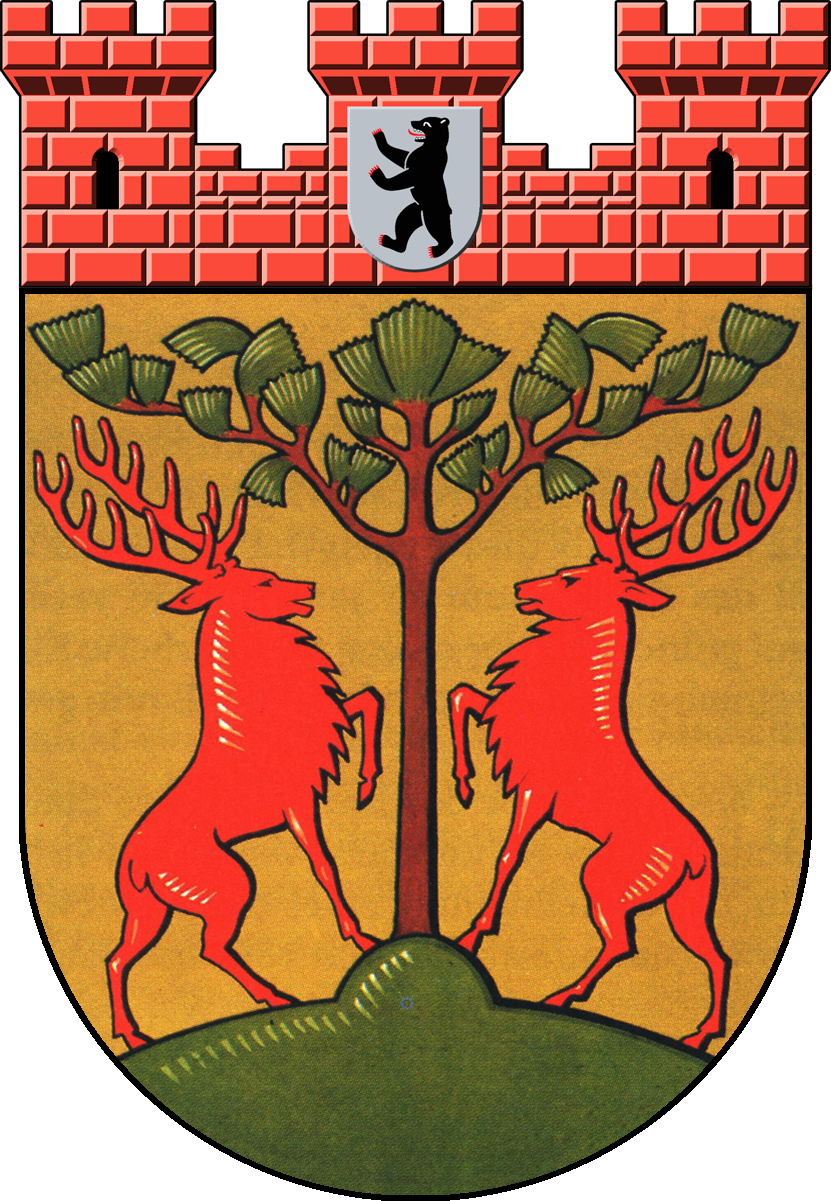
Wappen des Bezirks Schöneberg (1920–2000)

| Jahr | Einwohner  |
| ---- | ---------- |
| 1925 | 231.664    |
| 1933 | 221.111    |
| 1937 | 219.689    |
| 1938 | 0281.249 1 |
| 1946 | 173.409    |
| 1950 | 190.245    |
| 1955 | 194.137    |
| 1961 | 193.790    |

| Jahr | Einwohner  |
| ---- | ---------- |
| 1965 | 188.146    |
| 1970 | 169.047    |
| 1975 | 0146.231 2 |
| 1980 | 0142.128 2 |
| 1985 | 0134.610 2 |
| 1987 | 146.231    |
| 1990 | 156.293    |
| 2000 | 148.195    |

## Wahlen zur Bezirksverordnetenversammlung
Stimmenanteile der Parteien in Prozent:
| Jahr | KPD  | USPD | SPD  | DDP¹ | Zen  | DVP  | DNVP | NSDAP |
| ---- | ---- | ---- | ---- | ---- | ---- | ---- | ---- | ----- |
| 1921 | 04,1 | 09,2 | 17,4 | 11,1 | 03,1 | 21,1 | 26,4 |       |
| 1925 | 09,2 |      | 24,8 | 13,5 | 03,6 | 09,1 | 30,3 |       |
| 1929 | 12,1 |      | 22,9 | 09,2 | 04,2 | 09,7 | 26,8 | 08,6  |
| 1933 | 10,1 |      | 19,3 | 03,9 | 05,1 | 01,0 | 17,4 | 42,6  |

¹ 1933 DStP
| Jahr | SPD  | CDU  | FDP¹ | Grüne² |
| ---- | ---- | ---- | ---- | ------ |
| 1946 | 49,6 | 28,2 | 12,4 |        |
| 1948 | 60,1 | 21,3 | 18,7 |        |
| 1950 | 38,4 | 25,9 | 27,5 |        |
| 1954 | 39,3 | 32,3 | 14,3 |        |
| 1958 | 48,8 | 39,5 | 04,4 |        |
| 1963 | 60,0 | 30,0 | 08,8 |        |
| 1967 | 54,3 | 34,6 | 07,5 |        |
| 1971 | 48,0 | 39,5 | 09,0 |        |
| 1975 | 40,9 | 43,5 | 07,5 |        |
| 1979 | 40,3 | 42,6 | 08,1 | 07,1   |
| 1981 | 35,1 | 44,1 | 05,1 | 14,3   |
| 1985 | 29,5 | 43,5 | 04,2 | 19,4   |
| 1989 | 34,0 | 31,6 | 03,2 | 23,0   |
| 1992 | 30,6 | 29,5 | 05,4 | 23,0   |
| 1995 | 27,2 | 34,8 | 02,3 | 28,2   |
| 1999 | 24,6 | 36,4 | 02,3 | 28,9   |

¹ bis 1948 LDP

² bis 1989 AL

## Bezirksbürgermeister (1921–2000)
| Zeitraum  | Name               | Partei |
| --------- | ------------------ | ------ |
| 1921–1933 | Emil Berndt        | DNVP   |
| 1933–1937 | Oswald Schulz      | NSDAP  |
| 1938–1944 | Joachim Raatz      | NSDAP  |
| 1944–1945 | Köhne              | NSDAP  |
| 1945      | Ferdinand Grändorf | KPD    |
| 1945–1950 | Erich Wendland     | SPD    |
| 1951–1955 | Ella Barowsky      | FDP    |
| 1955–1958 | Joachim Wolff      | CDU    |
| 1958–1961 | Konrad Dickhardt   | SPD    |
| 1961–1964 | Werner Chomse      | SPD    |
| 1964–1969 | Josef Grunner      | SPD    |
| 1969–1971 | Hans Kettner       | SPD    |
| 1971–1975 | Alfred Gleitze     | SPD    |
| 1975–1983 | Wilhelm Kabus      | CDU    |
| 1983–1989 | Rüdiger Jakesch    | CDU    |
| 1989–1992 | Michael Barthel    | SPD    |
| 1992–1995 | Uwe Saager         | SPD    |
| 1996–2000 | Elisabeth Ziemer   | Grüne  |

## Partnerschaften des Bezirks Schöneberg

### International
Levallois-Perret, Frankreich
 Koszalin, Polen
 Moskau (Zentraler Verwaltungsbezirk), Russland

### National
- Ahlen, Nordrhein-Westfalen
- Penzberg, Bayern
- Wuppertal, Nordrhein-Westfalen
- Landkreis Bad Kreuznach, Rheinland-Pfalz